# Amt Münnerstadt
Das Amt Münnerstadt war ein Amt der Grafschaft Henneberg und des Hochstifts Würzburg.

## Geschichte
Das Hennebergische Amt bestand aus Münnerstadt, Althausen und Wermerichshausen. Bei der „Hennebergischen Hauptteilung“ im Jahr 1274 kam das halbe Amt an die Henneberg-Hartenberg, welche diesen Anteil 1371 an die Linie Henneberg-Aschach verkauften. Die andere Hälfte kam nach 1315 als Teil der Neuen Herrschaft Henneberg an die Linie Henneberg-Schleusingen. 1354 erwarb Würzburg die Henneberg-Schleusinger Hälfte.
1434 verpfändete Würzburg die Hälfte des Amtes an die Grafen von Henneberg-Aschach für 24.000 Gulden. 1486 wurde der Besitz der Henneberger erneut geteilt und Otto III. von Henneberg erhielt die Ämter Aschach und den Anteil an Münnerstadt. Würzburg löste die Verpfändung ein. In einem Vergleich einigte man sich auf das Ende der Verpfändung 1490 und der Einsetzung Otto III. von Henneberg als Amtmann. Mit dem kinderlosen Tod Ottos 1502 fiel das Amt an Würzburg zurück. 1503 wurden die beiden Ämter an Otto Voit von Salzburg und 1510 an Georg von Herbstadt verpfändet, die beide auch zu Amtmännern ernannt wurden.
Fürstbischof Julius Echter von Mespelbrunn erwarb 1585 durch den Schleusinger Vertrag den Teil der Stadt, der noch nicht den geistlichen Herren aus Würzburg gehört hatte. 1586 erwarb Würzburg auch den noch fehlenden Anteil an der Vogtei Burglauer; diese wurde dann mit dem Amt Münnerstadt verwaltet. 1583 kam ebenfalls der würzburgische Anteil an Maßbach zum Amt.
Die Statistik des Hochstiftes Würzburg von 1699 nennt 514 Untertanen in einer Stadt und 5 Dörfern. Als jährliche Einnahmen des Hochstiftes aus dem Amt wurden abgeführt: Schatzung: 90 Reichstaler, Akzise und Ungeld: 626 fl und Rauchpfund: 555½ Pfund.

## Das Zentgericht
Zur Zent Münnerstadt gehörten 1595 Althausen, Brünn, Burghausen, Burglauer, Fridritt, Haard, Kleinwenkheim, Münnerstadt, Nüdlingen, Reichenbach und Windheim. Maßbach gehörte zur Maßbacher Zent.
Das Zentgericht wurde in peinlichen Sachen außerhalb der Stadt am steinernen Tor beim Zentstuhl gehalten. In bürgerlichen Sachen trat das Gericht im Wirtshaus in Münnerstadt zusammen. Münnerstadt selbst hatte auch ein gesondertes Stadtgericht. In Münnerstadt bestand ein Kaak, es ist auch ein Pranger erwähnt. Die Hinrichtungsstätte war ursprünglich westlich der Straße nach Burglauer. Der Flurname "Galgeneller", 1600 Meter nordwestlich der Kirche, weist auf diesen Galgen hin. Später wurde der Galgen weiter östlich auf eine Anhöhe nahe der Gehringsmühle verlegt. 1614 ("undter dem Gericht" und "under dem Galgen") und 1774 ("im Rabast obern Gericht" und "unterm Gericht am Rabestweg") sind Flurnamen erwähnt, die sich auf diese Hinrichtungsstätte beziehen.

## Auflösung
Nach dem Übergang an Bayern 1802 wurde das Amt Münnerstadt aufgehoben und die Orte dem Landgericht Münnerstadt zugeordnet.

## Persönlichkeiten

### Amtmänner
- Heinrich von Herschfeld (1295)
- Gottfried von Schletten (1324)